# 環菊珊瑚
環菊珊瑚（学名：Favia speciosa）为菊珊瑚科菊珊瑚屬下的一个种。其种加词“speciosa”意为“外表美丽的”。